# Владимиров, Михаил Николаевич
Михаил Николаевич Владимиров (1917—1997) — участник Великой Отечественной войны, командир самоходной артиллерийской установки 958-го самоходно-артиллерийского полка (45-й стрелковый корпус, 5-я армия, 3-й Белорусский фронт), лейтенант. Герой Советского Союза.

## Биография
Родился 1 августа (14 августа по новому стилю) 1917 года в городе Тула.
Окончил институт народного хозяйства. Работал в статистическом управлении в городе Куляб (Таджикистан), а затем в городе Сталинабад (ныне — Душанбе, Таджикистан).
В Красной Армии с сентября 1942 года. В 1944 году окончил Харьковское танковое училище. На фронте в Великую Отечественную войну — с мая 1944 года. Член ВКП(б)/КПСС с 1944 года. Участник операции «Багратион».
В мае 1944 — апреле 1945 — командир самоходной артиллерийской установки СУ-76 958-го лёгкого самоходно-артиллерийского полка. Участвовал в Витебско-Оршанской, Минской, Вильнюсской, Каунасской и Восточно-Прусской операциях, ликвидации земландской группировки противника.
Особо отличился при освобождении Белоруссии. В июне 1944 года во время прорыва вражеской обороны восточнее Витебска экипаж самоходной артиллерийской установки под его командованием подбил 7 танков, 5 орудий, уничтожил 8 пулемётов, 5 миномётов, более 300 солдат противника.
В июле 1944 года Владимиров отличился при форсировании реки Неман и в бою за плацдарм. 16 августа 1944 года в одном из боёв его СУ-76 была окружена танками врага. Метким огнём подбил 4 танка, остальные отступили. Был ранен, но продолжал вести бой.
За мужество и героизм, проявленные в боях, лейтенанту Владимирову Михаилу Николаевичу указом Президиума Верховного Совета СССР от 24 марта 1945 года присвоено звание Героя Советского Союза.
С 1945 года лейтенант М. Н. Владимиров — в запасе. Работал в народном хозяйстве. В 1957 году окончил Высшую партийную школу при ЦК КПСС, до 1978 года был на партийной работе. С 1979 года работал в Государственном институте проектирования предприятий пищевой промышленности.
Жил в Москве. Умер 12 сентября 1997 года. Похоронен на Троекуровском кладбище в Москве.

## Награды и звания
- Герой Советского Союза (24 марта 1945);
- орден Ленина (24 марта 1945);
- орден Отечественной войны I степени (11 марта 1985 — к 40-летию Победы);
- два ордена Отечественной войны II степени (25 августа 1944, 19 апреля 1945);
- орден Красной Звезды (6 июля 1944);
- медали.